# بيرنابو فيسكونتي
بيرنابو فيسكونتي (1323 - 19 ديسمبر 1385)؛ كان لورد ميلانو وينتمي إلى أسرة فيسكونتي.

## السيرة الذاتية
وُلد بيرنابو في ميلانو، وهو الابن الثالث لـ ستيفانو فيسكونتي وفالنتينا دوريا، وقد سُمِّي على اسم جده لأمه، وعلى الرغم من شُحّ المعلومات حول فترة طفولته، إلا أن المصادر تشير إلى أنه كان يستعد لدراسة القانون الكنسي عند بلوغه سنّ الشباب، غير أن مسار حياته تغيّر في عام 1340 عندما شارك في مؤامرة ضد عمه لوشينو، الذي كان يحكم ميلانو آنذاك. ورغم فشل المؤامرة وعدم وجود أدلة تُدين بيرنابو وإخوته، إلا أن محاولة انقلاب جديدة أدّت إلى نفيهم خارج المدينة، انتقل بدايةً إلى سافوي ثم إلى فلاندر قبل أن يُستضاف في بلاط فيليب السادس ملك فرنسا سنة 1348.
في العام التالي وبعد وفاة عمه لوشينو، استدعاه عمه الآخر الأسقف جيوفاني مع إخوته إلى ميلانو، وفي 27 سبتمبر 1350 عقد قرانه على بياتريس ريجينا ابنة ماستينو الثاني ديلا سكالا لورد فيرونا، مما أسفر عن تعزيز التحالفات السياسية بين ميلانو وفيرونا.
عند وفاة الأسقف جيوفاني سنة 1354، تولّى بيرنابو الحكم إلى جانب شقيقيه الأكبرين ماتيو وغالياتسو، وقد خُصّ بيرنابو بحكم الأراضي الشرقية المتاخمة لحدود فيرونا بما في ذلك بيرغامو، بريشا، كريمونا، وكريما، بالإضافة إلى أراضٍ أخرى، وعلى الرغم من أن إدارة ميلانو بقيت مشتركة بين الإخوة، إلا أن ماتيو تُوفي في العام التالي في ظروف يُرجّح أنها كانت نتيجة تصفية داخلية ما أدى إلى تقاسم أراضيه بين الأخوين المتبقيين.
تميّز بيرنابو بانخراطه في مؤامرات سياسية ضد الإمبراطور والكرسي الرسولي، وهو ما أدّى إلى اتهامه بـ الزندقة في عام 1360، وبالرغم وساطة جان الثاني ملك فرنسا في عام 1362 لإبرام اتفاق بينه وبين البابوية، إلا أن رفضه إعادة مدينة بولونيا إلى الدولة البابوية قاد هذا إلى صدور قرار بالحرمان الكنسي، ضده مجدداً هذه المرة مع أبنائه في عام 1363، وفي 13 مارس 1364 اضطر إلى التخلّي عن الأراضي البابوية مقابل دفع غرامة مالية بلغت 500,000 فلورين.
في ربيع عام 1368 تحالف بيرنابو مع نسيبه لورد فيرونا، لشنّ هجوم على مانتوفا، التي كان يحكمها عديله أغولينو غونزاغا، غير أن النزاع سُوّي باتفاق مع الإمبراطور في العام ذاته، مع ذلك فإن حملاته اللاحقة ضد إستي في مودينا وفيرارا أثارت مجدداً عداء البابوي ضده.
توفي بيرنابو في عام 1385، بعد أن أطاح به صهره جان غالياتسو في 6 مايو من العام نفسه، حيث أودعه السجن وظل معتقلاً مدة سبعة أشهر إلى أن وافته المنية في 19 ديسمبر، وفي عام 1395 أصبح جان غالياتسو أول دوق يحكم ميلانو."

## الذرية
نظرًا لتحالفه مع ستيفن الثاني دوق بافاريا، تزوجت ثلاث من بناته من ابني ستيفن وحفيده، وكما تزوج أحد أبنائه من حفيدة ستيفن، أما زوجته بياتريس ديلا سكالا فقد أنجبت له سبعة عشر ابنًا:
1. تاديا (1351 - 28 سبتمبر 1381)؛ تزوجت من ستيفن الثالث دوق بافاريا، لهم ذرية بما في ذلك الملكة إيزابو زوجة شارل السادس ملك فرنسا.
2. فيريدس (1352 - 1414)؛ تزوجت من ليوبولد الثالث دوق النمسا، لهم ذرية فهما جدا فريدرش الثالث إمبراطور الروماني المقدس.
3. ماركو لورد بارما (نوفمبر 1353 - 1382)؛ تزوج من إليزابيث البافارية.
4. رودولفو لورد بارما (1358 - 1388).
5. لودوفيكو (1358 - 7 مارس 1404)؛ تزوج من قريبته فيولانتي التي كانت أرملة ليونيل الأنتويربي وسيكوندوتو ماركيز مونفيراتو؛ لديهم ابن واحد.
6. كارلو (سبتمبر 1359 - أغسطس 1403)؛ تزوج من بياتريس الأرمانياكية، لديهم ذرية.
7. فالنتينا (1360 - 1393)؛ تزوجت من بطرس الثاني ملك قبرص، لديهم ابنة توفيت صغيرة، من بعده تزوجت من غالياتسو كونت فيرتو.
8. كاترينا (1361 - 17 أكتوبر 1404)؛ تزوجت من ابن عمه جان غالياتسو فيسكونتي دوق ميلانو، لديهم ذرية.
9. أغنيس (1362 - 1391)؛ تزوجت من فرانشيسكو الأول لورد مانتوفا، لديهم ابنة واحدة، أُعدمت بسبب الخيانة الزوجية.
10. أنطونيا (توفيت في 26 مارس 1405)؛ تزوجت من ابيرهارد الثالث كونت فورتمبيرغ، لديهم ذرية.
11. ماستينو (توفي في 1404)؛ تزوج من ابنة خاله أنطونيا ديلا سكالا.
12. مادالينا (1366 - 17 يوليو 1404)؛ تزوجت من فريدرش دوق بافاريا؛ لديهم ذرية بما في ذلك هاينريش السادس عشر دوق بافاريا.
13. أيمونيت، تزوجت من لويس الأول دي بيرتون ديه بالبوا.
14. أنجيلشيا (توفيت في 12 أكتوبر 1439)؛ تزوجت من يانوس ملك قبرص، ليس لديهم ذرية.
15. جياماستينو (1370 - 19 يونيو 1405)؛ تزوج من ابنة خاله كليوفا ديلا سكالا.
16. لوسيا (1372 - 14 أبريل 1424)؛ تزوجت من إدموند هولاند إيرل كنت، ليس لديهم أبناء.
17. إليزابيتا (1374 - 2 فبراير 1432)؛ تزوجت من إرنست دوق بافاريا، لديهم أبناء بما في ذلك ألبرخت الثالث دوق بافاريا.

وكما أنه لديه العديد من الأبناء غير الشرعيين.